# Takahiro Kawamura
Takahiro Kawamura (河村 崇大, Kawamura Takahiro) est un footballeur japonais né le 4 octobre 1979.